# SALT–2
Strategic Arms Limitation Talks – (tárgyalások a hadászati fegyverek korlátozásáról)

## A szerződés megkötése
1979. június 18-án Leonyid Iljics Brezsnyev szovjet főtitkár és Jimmy Carter amerikai elnök írta alá Bécsben a SALT–2 megállapodást. A megállapodást a SALT–1 1972-es szerződés következő lépcsőfokának szánták, ám aláírásának ünnepélyes megrendezése ellenére végül nem ratifikálták, így nem léptek érvénybe a szerződésben megfogalmazottak. A szerződést az Egyesült Államok törvényhozása ugyanis - a Szovjetunió 1979 decemberében történt afganisztáni bevonulására hivatkozva - nem ratifikálta, ennek ellenére az amerikaiak a szerződést betartották.

## A szerződés tartalma
A szerződés hivatott volt, hogy pontosította azt a mennyiséget, amellyel a két fél 1981 végére rendelkezhet, s ez már csökkentést is tartalmazott. 
A szerződés tartalma volt, hogy mindkét fél kötelezi magát hogy a birtokában lévő interkontinentális ballisztikus rakéták (ICBM) indítóberendezéseinek, a tengeralattjáró-bázisú rakéták (SLBM) indítóberendezéseinek és a nehézbombázóknak az együttes száma nem haladja meg a 2400 egységet, míg a több robbanófejes rakétáké az 1320 egységet. Mindkét fél kötelezi magát arra is, hogy nem telepít új ICBM indítóberendezéseket, sem új típusú stratégiai támadófegyvereket.